# Petr Kroutil
Petr Kroutil (* 31. ledna 1973 Praha) je český hudebník – saxofonista, zpěvák a herec.

## Život
Saxofon a klarinet vystudoval na Konzervatoři Jaroslava Ježka (1997). Na prestižní Berklee College Of Music v Bostonu studoval obory Jazz Composition a Performance (2003). Dále studoval  dva roky indickou flétnu na Kathmandu University v Nepálu (2004–2005).
V České republice je znám jako Danny Smiřický ze seriálu Prima sezóna podle Josefa Škvoreckého (režie Karel Kachyňa, 1994).
Od 18 let hrál po boku Ondřeje Havelky a Pavla Klikara v Originálním pražském synkopickém orchestru a ve věku 22 let spoluzaložil big band Pražský swingový orchestr, kde byl sedm let sólistou. Od roku 2011 hraje se svým pop jazzovým kvintetem Petr Kroutil Orchestra. Jako jediný Čech hrál i na zahajovacím festivalu River Of Music na Olympiádě v Londýně v roce 2012. V roce 2016 založil swingový big band založený na hudbě jazzu 20. a 30. let, nazvaný Original Vintage Orchestra. V tomto big bandu působí jako kapelník, sólista, zpěvák a aranžér.

## Tvorba
- 2019 – CD: Original Vintage Orchestra – We Are The Swing Champions, jako host nazpíval píseň Každý ráno Michal Malátný
- 2018 – Film ČT: Balada pro pilota
- 2016 – Seriál ČT: Bohéma
- 2015 – Petr Kroutil Orchestra – Just The Way You Are
- 2010 – Petr Kroutil a Renu Gidoomal CD – Human Values
- 2009 – Ohrožený druh
- 1994 – Seriál ČT: Prima sezóna

## Spolupráce
- Original Vintage Orchestra, moderuje režisér Jiří Vejdělek
- Petr Jablonský, Dalibor Gondík
- Matěj Ruppert a Tereza Černochová, Ondřej Havelka, Miss Rosie (Rozálie Havelková), Kate Matl, Katerina Steinerova, v USA doprovázel The Platters, Dave Weckl, Marty Allen, Herb Reid, Kenny James, Victor Mendoza's Afro-Latin American Big Band a Joe Mareiny z Louis Armstrong's All Stars Band a další.